# Chrīstos Pogiatzīs
Chrīstos Pogiatzīs (Χρήστος Πογιατζής; Famagosta, 12 aprile 1978) è un allenatore di calcio ed ex calciatore cipriota, di ruolo centrocampista.